# NGC 3251
NGC 3251 este o galaxie LINER situată în constelația Leul. A fost descoperită în 19 februarie 1862 de către Heinrich Louis d'Arrest.